# Norbert Kröcher
Norbert Kröcher (født 14. juli 1950 i Berlin, død 16. september 2016 i Berlin) var en tysk terrorist som planlagde at kidnappe den svenske socialdemokratiske politiker Anna-Greta Leijon i 1976; den såkaldte Operation Leo.
Han var medlem af terrororganisationerne Rote Armee Fraktion og 2. juni-bevægelsen. 
Han var gift med Gabriele Kröcher-Tiedemann. 